# Mapania
Mapania es un género de plantas herbáceas de la familia de las ciperáceas.  Comprende más de 200 especies descritas, de las que aproximadamente 100 están aceptadas.

## Descripción
Son plantas perennes, delgadas a gruesas, solitarias a (raramente) débilmente cespitosas, raíces ásperas, algunas veces con raíces fúlcreas producidas distalmente sobre la base del culmo, rizomas gruesos a delgados, escamosos, horizontales o ascendentes, o subcaudiciformes; culmos solitarios y centrales (en Nicaragua), menos frecuentemente 2 o más y entonces laterales, mayormente foliosos en la base, siendo así escaposos, raramente caulescentes, escapos y/o entrenudos del culmo subteretes a triangulares o triquetros, multiacostillados; plantas monoicas. Hojas mayormente 3-seriadas o subdísticas, algunos catafilos sin lámina, otros con láminas espatuladas o loriformes, lineares a elípticas, fuertes, firmes, multinervadas, con1–3 (–más) costillas, ápices agudos a acuminados, a menudo gradual o abruptamente angostadas a una constricción alada (pseudopecíolo), luego dilatándose a una base envainada, márgenes enteros a antrorsamente escábridos; lígula ausente.
Inflorescencia terminal (Nicaragua) o pseudolateral, un conglomerado capitado de espigas compuestas (Nicaragua) o con rayos no ramificados abrazando las conglomeraciones de espigas o ramificadas y paniculadas, brácteas involucrales 2 o más, foliiformes (Nicaragua), comparables con las hojas del follaje o sin la constricción peciolar, o reducidas y más cortas que las espigas de la inflorescencia, espigas compuestas ovoides a cilíndricas o lanceoloides, constando de brácteas paleáceas lanceoladas a ovadas, dispuestas en espiral, imbricadas, cada una abrazando una espiguilla compuesta dorsiventralmente comprimida e incurvada; espiguilla con escamas mayormente angostas, las 2 proximales generalmente aquilladas con las quillas cilioladas (Nicaragua) a enteras, libres o basalmente connadas, con (1–) 2–3 (–4) escamas abrazando un solo estambre, 0–3 escamas vacías y la escama terminal abrazando un solo flósculo pistilado; estilo delgado, alargado, con 2 o 3 ramas estigmáticas lineares. Fruto con el cuerpo lanceoloide a subgloboso, típicamente apiculado y cortamente estipitado, variadamente estriado, reticulado, brillante o vítreo.

## Taxonomía
El género fue descrito por Jean Baptiste Christophore Fusée Aublet y publicado en Histoire des Plantes de la Guiane Françoise 1: 47, pl. 17. 1775. La especie tipo es: Mapania sylvatica Aubl. 

## Especies seleccionadas
- Mapania africana
- Mapania assimilis
- Mapania cuspidata
- Mapania effusa
- Mapania palustris
- Mapania sylvatica[2]